# Cudowny lek
Cudowny lek – komiks autorstwa Janusza Christy z serii Kajko i Kokosz.

## O komiksie
Komiks początkowo ukazywał się w odcinkach w 1981 roku w Świecie Młodych. W roku 1984 całość ukazała się w formie albumu za nakładem wydawnictwa KAW.

## Przekłady
W roku 2020 ukazało się tłumaczenie komiksu na gwarę góralską pod tytułem „Wodzicka zdrowości”, a w 2022 na język włoski pod tytułem „Il rimedio miracoloso”.